# أنتوني كولتشيسكي
أنتوني كولتشيسكي (بالبولندية: Antoni Kolczyński) (25 أغسطس 1917 – 19 يونيو 1964) هو ملاكم بولندي راحل، مثّل بلاده في الألعاب الأولمبية الصيفية 1948.

## روابط خارجية
أنتوني كولتشيسكي على موقع اللجنة الأولمبية الدولية (الإنجليزية)
- أنتوني كولتشيسكي على موقع أوليمبيديا (الإنجليزية)
- أنتوني كولتشيسكي على موقع اللجنة الأولمبية البولندية (مؤرشف) (البولندية)